# Santos Urdinarán
Santos Urdinarán (Montevideo, 30 maart 1900 – aldaar, 14 juli 1979) was een Uruguayaans voetballer.

## Clubcarrière
Uridnarán speelde zijn hele carrière bij Club Nacional de Football. Hij kwam 318 keer voor deze club uit en scoorde 124 doelpunten. Zijn gebruikelijke positie was rechtsbuiten.

## Interlandcarrière
Ook speelde hij 22 keer voor het nationale team van Uruguay en scoorde hiervoor twee keer. In 1928 scoorde hij op de Olympische Spelen tegen Nederland. Met het nationale team won hij in 1930 de FIFA World Cup (zonder dat hij zelf in de finale uitkwam), twee olympische titels (1924 en 1928) en drie Copa América's (in 1923, 1924 en 1926).
| Logo van de Olympische Spelen | Goud | Zilver | Brons | Logo van de Olympische Spelen |
|                               | 2    | 0      | 0     |                               |

Andrade ·
Anselmo ·
Ballestrero ·
Calvo ·
Capuccini ·
Castro ·
Cea ·
Dorado ·
Fernández ·
Gestido ·
Iriarte ·
Mascheroni ·
Melogno ·
Nasazzi  ·
Petrone ·
Píriz ·
Recoba ·
Riolfo ·
Saldombide ·
Scarone ·
Tejera ·
Urdinarán ·
Coach: Suppici